# Ганс Сарпей
Ганс Сарпей (англ. Hans Sarpei, нар. 28 червня 1976, Тема) — колишній ганський футболіст, що грав на позиції півзахисника.
Насамперед відомий виступами за клуби «Вольфсбург», а також національну збірну Гани.

## Клубна кар'єра
Народився в Гані, але в дитинстві разом з батьками переїхав до Німеччини, в місто Кельн. Там він почав займатися футболом, граючи в таких дитячих командах як «Корвайлер», «Вікторія» та «Вінфрід Мюльгайм».
У дорослому футболі дебютував 1998 року виступами за «Фортуну» (Кельн), в якій провів два сезони, взявши участь у 44 матчах чемпіонату.
Протягом сезону 2000-01 років захищав кольори «Дуйсбурга», який також виступав у Другій Бундеслізі.
Своєю грою привернув увагу представників тренерського штабу «Вольфсбурга», до складу якого приєднався влітку 2001 року. Відіграв за «вовків» наступні шість сезонів своєї ігрової кар'єри. Більшість часу, проведеного у складі «Вольфсбурга», був основним гравцем команди.
Влітку 2007 року на правах вільного агента уклав контракт з клубом «Баєр 04», у складі якого провів наступні три роки своєї кар'єри гравця, проте основним гравцем так і не став.
Завершив професійну ігрову кар'єру у клубі «Шальке 04», за який виступав протягом 2010–2012 років, вигравши за цей час Кубок та Суперкубок Німеччини.

## Виступи за збірну
2000 року дебютував в офіційних матчах у складі національної збірної Гани, проте другого виклику Гансу довелося чекати цілих п'ять років, після чого він став стабільно викликатись до лав збірної.
У складі збірної був учасником двох чемпіонатів світу (2006 року у Німеччині та 2010 року у ПАР), а також трьох Кубків африканських націй (2006 року в Єгипті, 2008 року у Гані, на якому команда здобула бронзові нагороди, та 2010 року в Анголі, де разом з командою здобув «срібло»).
Протягом кар'єри у національній команді провів у формі головної команди країни 36 матчів, забивши 1 гол.

## Статистика

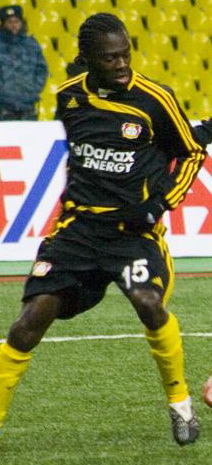
Ганс Сарпей під час виступів за Баєр 04. 8 листопада 2007

| Сезон   | Команди         | Матчі | Голи |
| ------- | --------------- | ----- | ---- |
| 1998/99 | Фортуна (Кельн) | 12    | 0    |
| 1999/00 | Фортуна (Кельн) | 32    | 0    |
| 2000/01 | Дуйсбург        | 20    | 1    |
| 2001/02 | Вольфсбург      | 15    | 0    |
| 2002/03 | Вольфсбург      | 21    | 1    |
| 2003/04 | Вольфсбург      | 30    | 1    |
| 2004/05 | Вольфсбург      | 21    | 0    |
| 2005/06 | Вольфсбург      | 28    | 0    |
| 2006/07 | Вольфсбург      | 24    | 0    |
| 2007/08 | Баєр 04         | 27    | 0    |
| 2008/09 | Баєр 04         | 3     | 0    |
| 2009/10 | Баєр 04         | 12    | 0    |
| 2010/11 | Шальке 04       | 9     | 0    |
| 2011/12 | Шальке 04       | 0     | 0    |

| Сезон | Матчі | Голи |
| ----- | ----- | ---- |
| 2000  | 1     | 0    |
| 2005  | 2     | 0    |
| 2006  | 7     | 0    |
| 2007  | 7     | 0    |
| 2008  | 7     | 0    |
| 2010  | 12    | 1    |

## Досягнення
- Володар кубка Німеччини:

«Шальке 04»: 2010-11
- Володар Суперкубка Німеччини:

«Шальке 04»: 2011
- Срібний призер Кубка африканських націй: 2010
- Бронзовий призер Кубка африканських націй: 2008